# Shirley Adams
Shirley Adams es una película sudafricana de 2009 escrita y dirigida por Oliver Hermanus. Tras su paso por los festivales, logró cosechar premios y nominaciones en eventos como los Premios de la Academia del Cine Africano, el Festival de Cine de Amiens, el Festival Internacional de Cine de Dubái y los South African Film and Television Awards, entre otros.

## Sinopsis
En un barrio de bajos recursos de Ciudad del Cabo, Shirley Adams pasa sus días cuidando a su hijo discapacitado Donovan, atrapado por una bala perdida en un fuego cruzado entre dos bandas. Habiendo sido abandonada por su marido, la mujer apenas puede llegar a fin de mes después de ver desaparecer todas sus posesiones. Sin medios de sustento, Shirley se ve obligada a sobrevivir con limosnas y robos ocasionales en el supermercado. Cuando un joven terapeuta llega a sus vidas, Shirley se aferra a la esperanza de que su hijo pueda recuperar su bienestar emocional.

## Reparto
- Denise Newman es Shirley Adams
- Keenan Arrison es Donovan Adams
- Emily Child es Tamsin Ranger
- Theresa Sedras es Kariema Samsodien
- Travis Snyders es Jeremy Jacobs
- Lee-Ann Van Rooi es Philda Jacobs
- David Müller es Kurt Williams
- Adrian Galley es el doctor
- Sasha Lee es Sasha